# Bullacris obliqua
Bullacris obliqua is een rechtvleugelig insect uit de familie Pneumoridae. De wetenschappelijke naam is gepubliceerd in 1810 door Thunberg.
1. ↑  (en) Bullacris obliqua op de IUCN Red List of Threatened Species.